# 아눈
아눈(웨일스어: Annwn [ˈanuːn])은 웨일스 신화에 등장하는 별세계다. 마비노기에서는 아라운이, 아서 왕 전설에서는 구인 압 니드가 이곳의 왕이다. 질병이 없고 음식이 풍부한, 영원한 젊음과 기쁨의 땅이라고 묘사된다.

## 같이 보기
- 아발론
- 티르 너 노그